# Медијана рез
Медијана рез је алгоритам за сортирање података произвољног броја димензија, у низ скупова и то резањем сваког скупа података у средишњој тачки. 
Медијана рез се обично користи за боје квантизације. На пример, ако хоћемо да смањимо слику величине 64к у боји на 256 боја, медијана рез се користи да пронађе тих 256 боја које одговарају оригиналном податку. 
Ово се може видети у Perl module (Перл модули) Image - PngSlimmer (има за циљ да смањи величину слике формата ПНГ(.png)), доступан на CPAN - скраћеница од Comprehensive Perl Archive Network (Свеобухватна Перл Архивска мрежа).